# Liste des ambassadeurs de France à Saint-Marin
La représentation diplomatique de la République française auprès de la république de Saint-Marin est située à l'ambassade de France à Rome, capitale de l'Italie, et son ambassadeur est, depuis 2023, Martin Briens.

## Représentation diplomatique de la France
Les relations politiques entre Saint-Marin et la France remontent au Directoire. En 1855, une légation saint-marinaise est ouverte à Paris. Le consulat général de Florence assure la représentation de la France. En 1997, la France accrédite pour la première fois l'ambassadeur de France en Italie comme représentant diplomatique auprès de la république de Saint-Marin.

## Ambassadeurs de France à Saint-Marin
| De   | À    | Ambassadeur                 | Résidence |
| ---- | ---- | --------------------------- | --------- |
| 1997 | 1998 | Jean-Bernard Mérimée        | Rome      |
| 1998 | 2002 | Jacques Blot                | Rome      |
| 2002 | 2005 | Loïc Hennekinne             | Rome      |
| 2005 | 2008 | Yves Aubin de La Messuzière | Rome      |
| 2008 | 2012 | Jean-Marc de La Sablière    | Rome      |
| 2012 | 2014 | Alain Le Roy                | Rome      |
| 2014 | 2017 | Catherine Colonna           | Rome      |
| 2017 | 2023 | Christian Masset            | Rome      |
| 2023 | auj. | Martin Briens               | Rome      |

## Consulats
Un consul honoraire représente la France sur le territoire de Saint-Marin (circonscription consulaire de Rome) : Séverine Dozinel.